# Antonio da Pavia
Antonio da Pavia (Pavia, XV secolo – XVI secolo) è stato un pittore italiano.
Fu un pittore del Rinascimento,  contemporaneo di Andrea Mantegna, di cui ricalcò lo stile e fu attivo a Mantova tra il 1500 e il 1514.

## Opere
- Il Battista tra sant'Agostino e sant'Ivano, 1514, Milano, Pinacoteca di Brera.[2]
- Madonna con Bambino e i santi Girolamo, Alberto, Angelo e Pietro, olio su tela 1500, Mantova, Museo della città di palazzo San Sebastiano.
- Natività con i santi Antonio abate e Sebastiano, tempera su tela 1500, Mantova, Museo della città di palazzo San Sebastiano.